# Sansevieria
 (janvier 2012).
Si vous disposez d'ouvrages ou d'articles de référence ou si vous connaissez des sites web de qualité traitant du thème abordé ici, merci de compléter l'article en donnant les références utiles à sa vérifiabilité et en les liant à la section « Notes et références ».
Genre
Classification APG III (2009)
Sansevieria est un genre de 70 espèces de plantes succulentes, généralement herbacées. Il appartient à la famille des Liliaceae (ou à celle des Dracaenaceae) selon la classification classique. Selon la classification phylogénétique ce genre fut classé dans la famille des Ruscaceae, mais avec la classification APG III (2009) cette famille est devenue invalide et ce genre est actuellement dans la famille des Asparagaceae.
Le genre Sansevieria a été intégré au genre Dracaena à la suite d'études génétiques.
Ces espèces sont originaires des régions tropicales d'Afrique ou parfois d'Asie.

## Description
Les feuilles sont de forme triangulaire. Certaines espèces présentent des feuilles de 10 cm de large à la base et 15 cm de long. D'autres font 6 cm de large au plus et peuvent atteindre 2 m de haut[réf. nécessaire] et former des buissons.
La floraison consiste en panicules dressées avec des petites fleurs blanches ou blanc-verdâtre très fragrante à la tombée du jour.
Le fruit est une baie rouge ou orange.
Certaines espèces de Sansevieria sont considérées comme plantes dépolluantes. Elles absorbent notamment le benzène, le formaldéhyde, le toluène, le trichloréthylène ou encore le xylène.

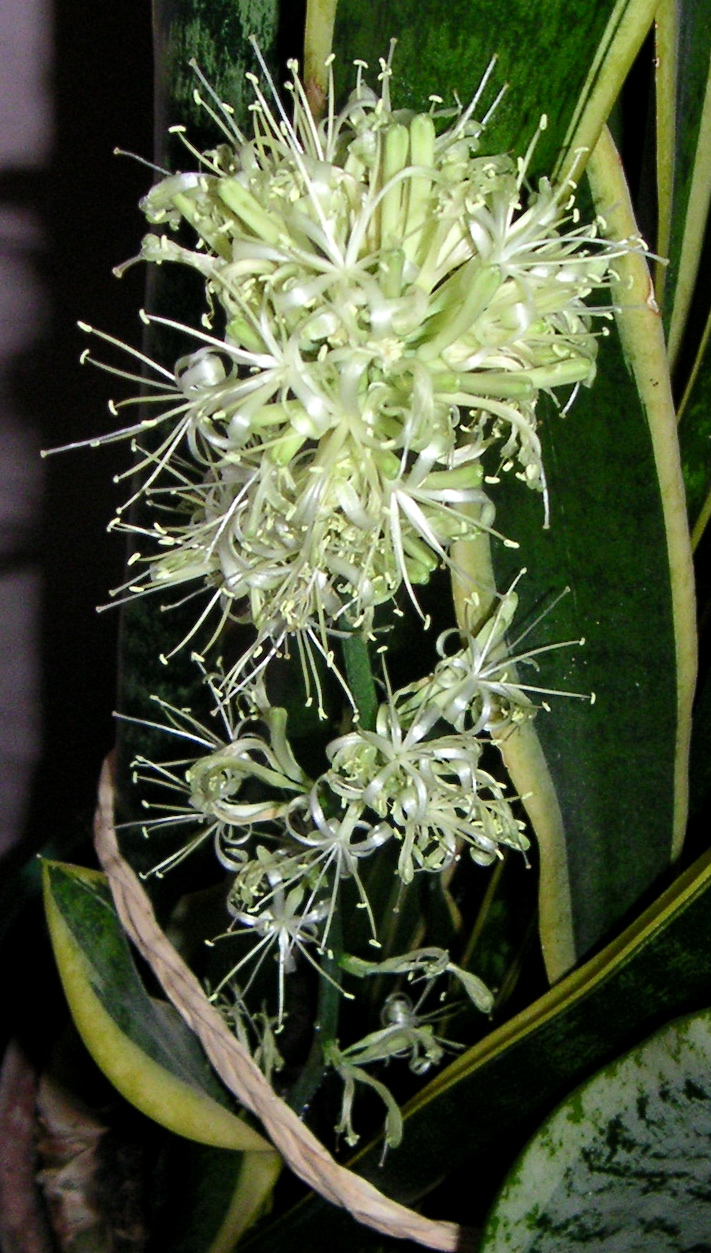
Fleur de Sansevieria sp.
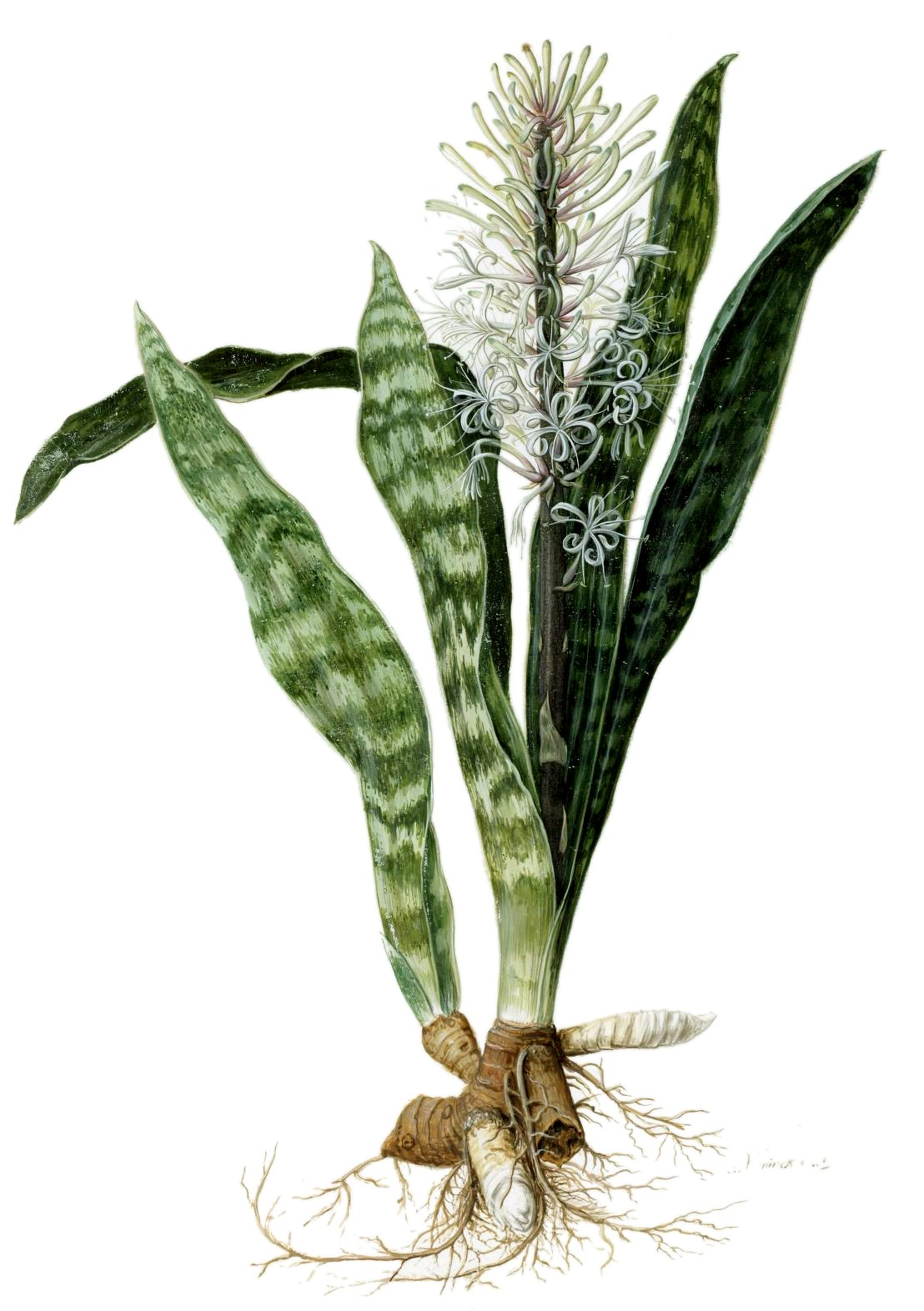
Sansevieria hyacinthoides.

## Nomenclature et systématique

### Étymologie
Ce genre a été nommé en l'honneur de Raimondo di Sangro, prince de San Severo qui naquit à Torremaggiore et mourut à Naples (1710-1771).
Les appellations « Sanseviera », « Sanseveria », « Sansevière » sont parfois utilisées.

## Utilisation
En Afrique, les feuilles sont parfois utilisées pour fabriquer des fibres[réf. nécessaire]. La sève de certaines espèces (Sansevieria ehrenbergii) a des qualités antiseptiques et les feuilles sont utilisées pour des pansements traditionnels[réf. nécessaire]. Pour obtenir le poison de leurs flèches, mortel en quelques minutes, des Bushmans mâchent certaines feuilles toxiques de Sansevieria et mélangent le produit avec des extraits de larves toxiques de coléoptères.
Certaines espèces (notamment Sansevieria trifasciata) sont souvent employées comme plantes d'appartement, car elles s'accommodent d'un emplacement ensoleillé ou ombragé et d'oubli d'arrosage (mais elles sont par contre sensible à l'excès d'arrosage). Leur taille parfois imposante permet aussi de former une demi cloison de séparation dans une pièce ou un bureau.

### Mode de culture
Ces plantes apprécient un emplacement ensoleillé. Elles supportent un environnement mi-ombre, mais les feuilles seront moins belles. Les températures élevées en été ne posent pas de problème, mais elles ne supportent en général pas moins de +12 °C en hiver, avec une terre sèche sinon elle pourrissent facilement en cas d'excès d'humidité. Les espèces supportent l'aridité mais apprécient un apport généreux en eau une fois par semaine, si la température est supérieure à +25 °C (comme les cactus et plantes grasses, avec un bon drainage). Par ailleurs, les sansevières sont calcicoles (indifférentes à l'eau calcaire), ce qui est assez rare.
Pour la multiplication, la meilleure solution est la division des rhizomes. Le bouturage de tronçons de feuilles est possible avec une température suffisamment élevée, au-delà de 20 °C, mais il fait perdre les panachures jaunes du Sansevieria trifasciata.

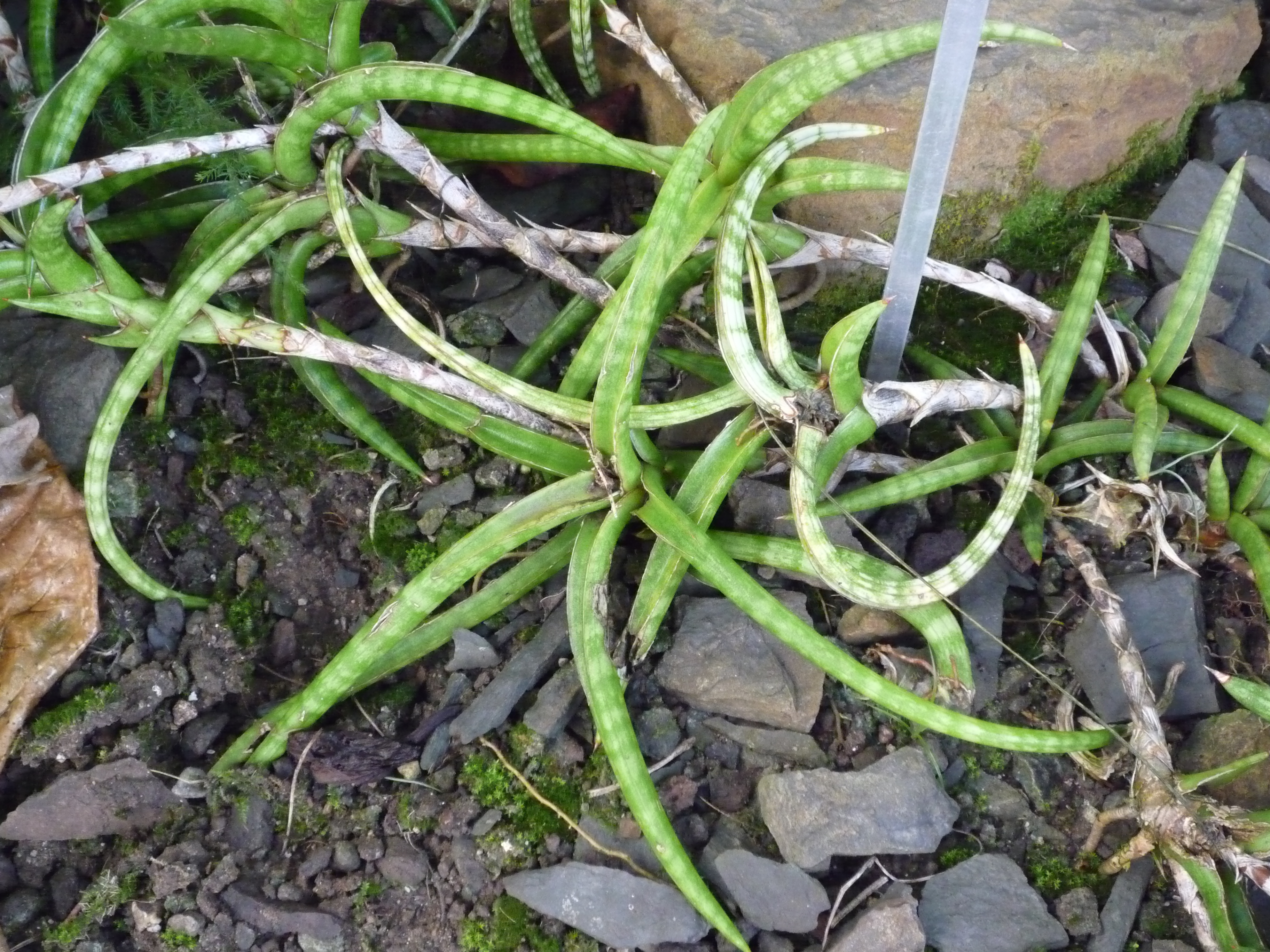
Sansevieria ballyi – Langue de belle-mère de Bally
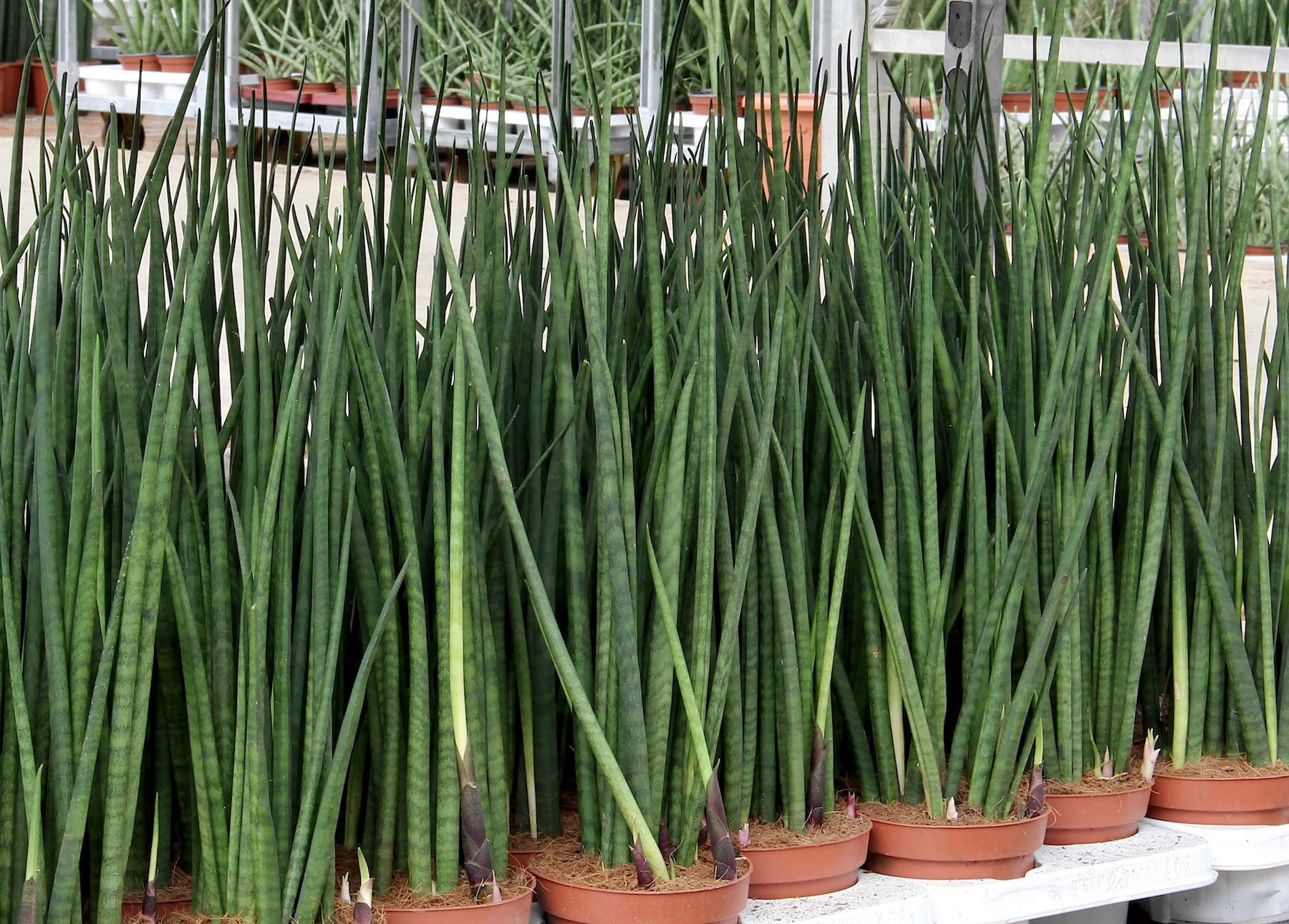
Sansevieria bacularis
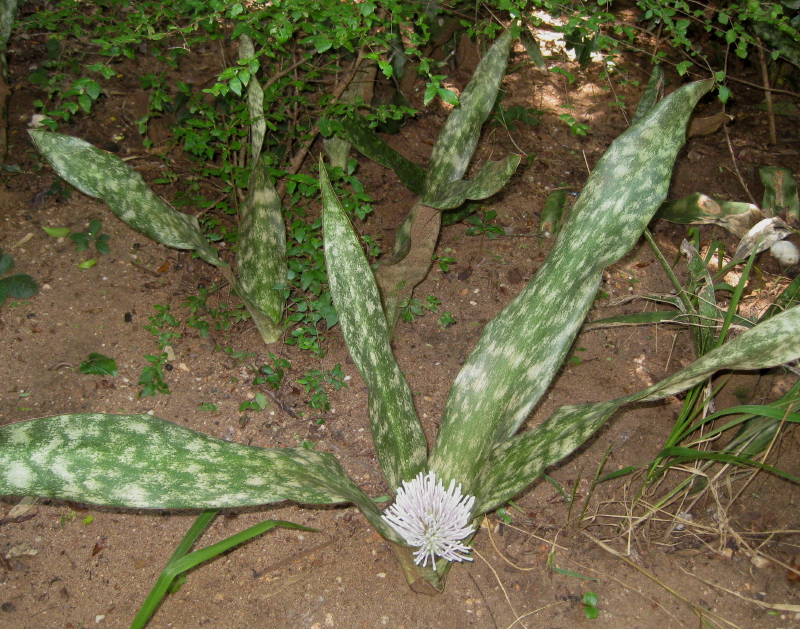
Sansevieria kirkii en fleur
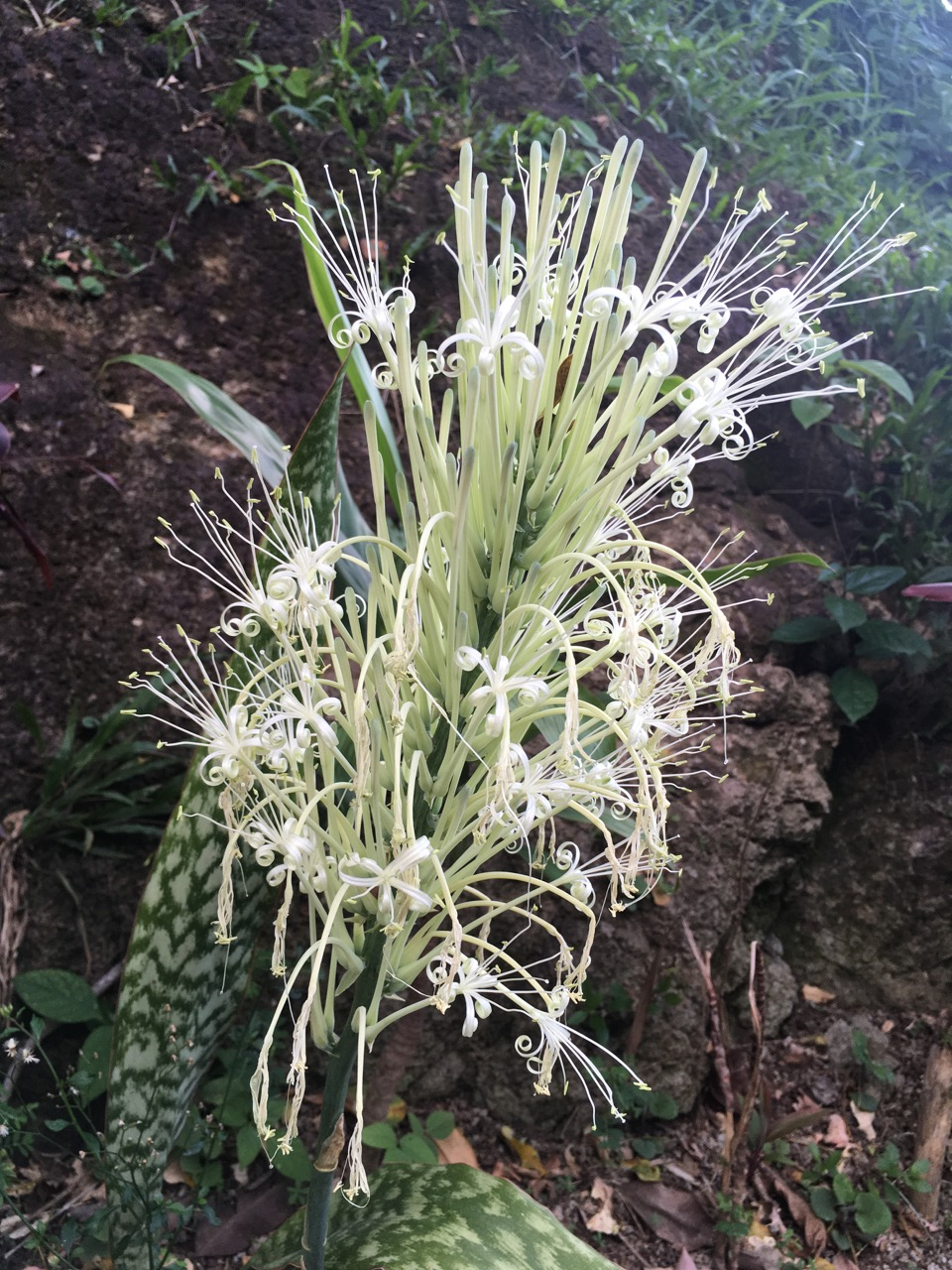
Inflorescence de sansevieria